# Allison Stokke
Allison Stokke est une athlète américaine, spécialiste du saut à la perche, née le 22 mars 1989 à Newport Beach, en Californie. Phénomène Internet en raison de sa beauté physique qui lui a valu plus de notoriété que ses performances sportives, elle est également blogueuse et modèle pour des marques de sport.

## Biographie

### Enfance et famille
Allison Stokke naît le 22 mars 1989 aux États-Unis.
Elle étudie à la Newport Harbor High School. Ayant grandi dans une famille de sportifs, avec un frère aîné gymnaste de haut niveau, elle s'intéresse elle-même à la gymnastique puis au saut à la perche.

### Formation et carrière sportive
En 2004, elle remporte le championnat de Californie en atteignant 4,14 m. Elle bat plusieurs records nationaux alors qu'elle n'a que 16 ans. En 2008, elle rejoint l'Université de Californie à Berkeley — pour laquelle elle a eu une bourse d'études — et remporte la même année le Master Section du Sud. La même année, elle apparaît dans l'épisode Mauvaise promotion (iPromote Techfoots) de la première saison de la série télévisée iCarly.
Elle atteint 4,21 m en 2009 à Sacramento et 4,21 m en mars 2011 à Seattle. Elle tente sans succès de se qualifier pour les Jeux olympiques de 2012 à Londres, puis à ceux de 2016 à Rio de Janeiro. En 2016, elle est classée 168e mondiale dans sa discipline.

### Notoriété sur le Web
Par ailleurs, sans en être à l'origine, elle fait l'objet d'un buzz sur Internet et dans les médias pour sa plastique, ce qui lui vaut une notoriété involontaire dès ses dix-huit ans (en 2007),,,. Ceci débute alors qu'une photographie d'elle lors d'une compétition sportive a été publiée sur un blog, cliché qui a été repris sur Internet et par de nombreuses personnes, dont certaines la réifient et la sexualisent malgré elle,. La jeune femme vit difficilement cette utilisation détournée et non consentie de son image ; une fois ses parents au courant, le père de la sportive, avocat de métier, intervient pour protéger la jeune femme. En 2007, l'athlète indique que ce buzz masque à la fois qui elle est et les efforts faits pour obtenir de bons résultats dans sa discipline sportive.
Devenue blogueuse parallèlement à sa carrière d’athlète, elle est très active sur le réseau social Instagram, où elle fait découvrir ses entraînements et son quotidien. Elle est également devenue modèle pour plusieurs marques célèbres d'équipements sportifs ou liés au sport. Partenaire de l'entreprise GoPro, elle fournit des images de ses sauts sous des angles nouveaux grâce aux caméras de ce fabricant.

### Vie privée
En 2019, elle épouse le golfeur professionnel américain Rickie Fowler,.

## Saut à la perche

### Records
| Épreuve          | Épreuve      | Performance | Lieu                         | Date         |
| ---------------- | ------------ | ----------- | ---------------------------- | ------------ |
| Saut à la perche | En plein air | 4,36 m      | Livermore (Californie)       | 16 juin 2012 |
| Saut à la perche | En salle     | 4,26 m      | Seattle (État de Washington) | 5 mars 2011  |